# Episodi di The Deuce - La via del porno (prima stagione)
La prima stagione della serie televisiva The Deuce - La via del porno, composta da 8 episodi, è andata in onda sul canale statunitense HBO dal 10 settembre al 29 ottobre 2017. Il primo episodio è stato pubblicato il 25 agosto 2017 su HBO NOW, HBO GO e HBO On Demand.
In Italia, la stagione è andata in onda in prima visione sul canale satellitare Sky Atlantic dal 24 ottobre al 21 novembre 2017.
| nº | Titolo originale     | Titolo italiano      | Prima TV USA      | Prima TV Italia  |
| -- | -------------------- | -------------------- | ----------------- | ---------------- |
| 1  | Pilot                | Misere strade        | 10 settembre 2017 | 24 ottobre 2017  |
| 2  | Show and Prove       | Fuori le prove       | 17 settembre 2017 | 31 ottobre 2017  |
| 3  | The Principle Is All | Il principio è tutto | 24 settembre 2017 | 31 ottobre 2017  |
| 4  | I See Money          | Nuove opportunità    | 1º ottobre 2017   | 7 novembre 2017  |
| 5  | What Kind of Bad?    | Va a finire male?    | 8 ottobre 2017    | 7 novembre 2017  |
| 6  | Why Me?              | Perché io?           | 15 ottobre 2017   | 14 novembre 2017 |
| 7  | Au Reservoir         | Au Reservoir         | 22 ottobre 2017   | 14 novembre 2017 |
| 8  | My Name Is Ruby      | Il mio nome è Ruby   | 29 ottobre 2017   | 21 novembre 2017 |

## Misere strade
- Titolo originale: Pilot
- Diretto da: Michelle MacLaren
- Scritto da: George Pelecanos e David Simon

### Trama
Vincent Marino lavora duramente come barista per mantenere la sua famiglia. Il fratello gemello Frankie è invece uno spericolato giocatore d'azzardo, pesantemente indebitato con mafiosi e allibratori di vario genere. In città arriva Eileen, meglio nota come Candy, una prostituta che lavora in proprio, senza essere alle dipendenze di alcun magnaccia. Le colleghe Ashley e Darlene sono invece sotto il controllo rispettivamente di C.C. e Larry Brown, due magnaccia che si spartiscono la prostituzione del Deuce, la zona compresa tra la quarantaduesima strada e Times Square. Nella scuderia di C.C. entra Lori, scatenando la gelosia di Ashley che è innamorata del proprio protettore. La studentessa universitaria Abby è arrestata perché sorpresa ad acquistare droga, venendo poi rilasciata dall'agente Flanagan che non aveva voglia di perdere tempo con le scartoffie. Flanagan porta Abby al bar di Vince, facendogliela conoscere.
Il mattino seguente Abby arriva in università ad esame già iniziato e sceglie di non sostenerlo. Vincent litiga con la moglie Andrea per il fatto che lavora troppo, sentendosi rinfacciare di non aver accettato di lavorare per suo padre, sobbarcandosi la gestione di un anonimo locale di Manhattan. Andrea comunica a Vincent di sapere che la tradisce in continuazione, ma nonostante questo vorrebbe che tornasse a casa dalla sua famiglia. Periodicamente Eileen lascia la città per andare a casa della madre, dove vive il figlio che sta praticamente venendo cresciuto dalla nonna. Frankie assiste alle minacce perpetrate con un coltello da C.C. ad Ashley, rea di non aver voluto lavorare sotto la pioggia. Tornando nella sua camera d'albergo, C.C. confonde Frankie con Vincent, salutandolo come se fosse un amico.

## Fuori le prove
- Titolo originale: Show and Prove
- Diretto da: Ernest R. Dickerson
- Scritto da: George Pelecanos, David Simon e Richard Price

### Trama
Vincent e Frankie iniziano a lavorare per il capomafia Rudy Pipilo. Assieme al cognato Bobby escogitano una truffa ai danni dei lavoratori del cantiere in cui lavora quest'ultimo, pagando loro lo stipendio in anticipo il venerdì, dietro il versamento di una commissione, in modo tale che non debbano aspettare il lunedì per incassare l'assegno in banca. Vincent riesce ad attirare clienti attraverso un bar coreano in difficoltà, inducendo Rudy a proporgli di fare altrettanto con un altro locale che successivamente potrà riscattare. La bravata dell'esame è costata cara ad Abby, con i genitori che hanno chiuso i rubinetti, motivo per cui è costretta a trovarsi un lavoro nel tele-marketing per potersi mantenere agli studi.
C.C. prosegue il suo proselitismo nei confronti di Lori, non mancando di sottolineare l'assoluta convenienza dell'avere lui come magnaccia. Lori però sta iniziando a maturare un proprio pensiero in proposito e ambisce a mettersi in proprio come Eileen. C.C. accoltella un uomo che si spacciava per agente di polizia e stava rapendo Lori. La giornalista Sandra Washington cerca di intervistare Darlene in un bar, indispettendo Larry che la rispedisce subito al lavoro. Sostituendo un'amica nelle riprese di un film porno, Eileen comincia ad appassionarsi al mondo del cinema.

## Il principio è tutto
- Titolo originale: The Principle Is All
- Diretto da: James Franco
- Scritto da: George Pelecanos, David Simon e Richard Price

### Trama
Bobby finisce in ospedale dopo aver avuto un attacco cardiaco in cantiere. Entusiasta all'idea di entrare nel mondo del cinema porno, Eileen pranza con il regista Harvey Wasserman, anche se le reciproche aspettative di impiego non sembrano coincidere. Sempre più frustrata del lavoro al call center che non le dà alcuna soddisfazione e in cui ha la netta impressione di truffare la gente, Abby decide di lasciarlo per trovare la propria strada altrove. Rudy e il suo socio Tommy Longo progettano di mettere le mani su una proprietà immobiliare nel quartiere di Hell's Kitchen. Dentro la polizia si inizia a parlare di alcune aree della città in cui non è consentito effettuare arresti per prostituzione, dando così un limite alle retate notturne in cui Flanagan e i colleghi erano diventati maestri. Sandra non demorde nella ricerca di prostitute da intervistare, ma per ottenere la loro attenzione è costretta a pagarle.
Abby si presenta all'Hi-Hat, il nuovo bar di Vincent, per chiedergli un lavoro proprio nel giorno dell'inaugurazione del locale. Grazie a un anziano cliente, Darlene si è appassionata alla visione di vecchi film e alla lettura, ma ciò la rende meno performante e Larry la costringe di conseguenza a fare gli straordinari. C.C. suggerisce a Lori di cambiare strategia, puntando a "giocare sul lungo termine" e acquisire clienti abituali. Durante l'inaugurazione dell'Hi-Hat un uomo, arrabbiato con Vincent perché voleva appropriarsi dei soldi dei distributori, estrae una pistola. Un enigmatico avventore di nome Big Mike riesce a fermarlo, incassando i ringraziamenti di Vincent per aver impedito una tragedia. Abby vede Darlene leggere Racconto di due città, consigliandole altri romanzi di Charles Dickens. All'alba Vincent chiede a Abby di andare a fare colazione insieme, ma la ragazza si nega.

## Nuove opportunità
- Titolo originale: I See Money
- Diretto da: Alex Hall
- Scritto da: George Pelecanos, David Simon e Lisa Lutz

### Trama
Andrea chiede a Vince di tornare a vivere con lei e i bambini, ai quali manca tanto, ma l'uomo reputa la sua presenza in casa quale fonte dei loro problemi coniugali. Paul, un barista gay che lavora per Vince, si sente stretto a Deuce e vorrebbe trasferirsi nel centro città. Sandra finisce in una retata anti-prostituzione della polizia, chiedendo un appuntamento al poliziotto Alston che l'ha identificata come giornalista. Abby inizia a bazzicare il mondo delle prostitute, solidarizzando con Ashley e Darlene. Abby non riesce a comprendere come Darlene possa essersi ridotta a fare la prostituta, suggerendole che farebbe bene a chiedere aiuto ai suoi parenti e tornarsene a casa. Un lavoratore di Bobby, tornato operativo dopo l'infarto, solleva delle obiezioni sul nuovo sistema di versamento degli stipendi. Rudy e Tommy lo fanno picchiare, così da lanciare un monito agli altri manovali di non osare ribellarsi.
A seguito dell'ennesima rissa scoppiata nel suo locale, Vince decide di assumere un veterano del Vietnam soprannominato Black Frankie come addetto alla sorveglianza. Vince fa sesso con Abby sul bancone del bar, facendo capire come non sia sua intenzione rientrare nell'alveo della famiglia. Eileen inizia a frequentare Jack, un uomo conosciuto casualmente in un negozio di dischi. Per Eileen arriva anche un'esperienza poco piacevole sul lavoro, poiché uno dei suoi clienti è morto durante l'amplesso orale. Sandra e Alston hanno il loro appuntamento, ma mentre il poliziotto appare sinceramente desideroso di intraprendere una relazione con lei, Sandra punta soltanto ad avere informazioni per il suo lavoro. Rudy e Tommy portano Vince in un fabbricato vuoto, presentandoglielo come l'opportunità di cui gli avevano parlato.

## Va a finire male?
- Titolo originale: What Kind of Bad?
- Diretto da: Uta Briesewitz
- Scritto da: George Pelecanos, David Simon e Richard Price

### Trama
Rudy spiega a Vince che il fabbricato vuoto diventerà il primo bordello di New York, forte di un accordo con la polizia che è interessata a togliere la prostituzione dalle strade. Riluttante a imbarcarsi in un'impresa che non lo convince, Vince affida la gestione del futuro bordello a Bobby, in modo tale da potersi continuare a occupare dell'Hi-Hat. Darlene torna a New York in compagnia di Bernice, una giovane ragazza del suo paese d'origine in North Carolina, che vuole far entrare nel giro della prostituzione. Larry però la considera troppo giovane, decidendo di venderla a un altro pappone di nome Rodney. Abby torna a frequentare i vecchi compagni del college ma si sente ormai estranea a un mondo di intellettualoidi la cui unica ambizione è scampare alla coscrizione per il Vietnam, preferendo di gran lunga sudare dietro il bancone dell'Hi-Hat. Eileen si è stancata di John, trovando inappaganti sia il sesso sia le conversazioni con lui.
Paul è arrestato dalla polizia in una retata compiuta dentro un cinema gay. Il ragazzo è successivamente scarcerato grazie all'intervento di Big Mike, mandato da Vince a salvare il suo barista. Sandra incassa un rifiuto dal caporedattore a pubblicare il suo articolo sulla prostituzione, non essendo un tema che a suo dire interessa al loro pubblico di lettori. Sandra nel frattempo continua la frequentazione con Alston, ottenendo di poter intervistare il magnaccia Reggie Love. Eileen viene pestata da un cliente che le porta via l'incasso di giornata e si sente rinfacciare da Rodney che se lavorasse sotto un protettore episodi del genere non le accadrebbero. Consapevole che non può andare avanti a prostituirsi in eterno, Eileen contatta Harvey per comunicargli l'intenzione di accettare la sua precedente offerta ed entrare nel mondo del cinema porno.

## Perché io?
- Titolo originale: Why Me?
- Diretto da: Roxann Dawson
- Scritto da: George Pelecanos, David Simon e Richard Price

### Trama
In vista della fine dell'anno i poliziotti ricevono l'ordine di inasprire le retate anti-prostituzione, arrestando ogni magnaccia o prostituta incontrati per strada. Eileen inizia a muovere i primi passi nel cinema porno, con Harvey che le spiega come il settore stia fiorendo grazie al progressivo allentamento della censura. Ricevuti i compimenti di Harvey per come ha approcciato il mestiere di attrice, Eileen fantastica di poter lasciare definitivamente il lavoro in strada e potersi permettere una casa in cui poter crescere il figlio. Il bordello di Vince e Bobby apre i battenti, forte di accordi conclusi con i principali magnaccia per consentire alle loro prostitute di esercitare nella struttura, togliendo la prostituzione dalle strade e consentendo ai protettori di guadagnare ugualmente. Alston mette in chiaro con Sandra che non intende essere la sua fonte, auspicando che il loro rapporto possa evolvere positivamente. Rudy chiede l'aiuto di Frankie e Big Mike, poiché è convinto che alcuni dei suoi uomini lo stiano imbrogliando.
Eileen chiede a Lori di sostituire un'attrice indisposta. C.C. si presenta nello studio di Harvey per costringerlo a indennizzargli l'utilizzo di Lori per il suo film. Le riprese vanno per le lunghe ed Eileen ha bisogno di soldi, anche perché Harvey non la chiama a lavorare tutti i giorni. Harvey fornisce ad Eileen il contatto di una magnaccia donna che tratta clientela più ricca e sofisticata. Larry suggerisce a Darlene di buttarsi anche lei come Eileen nel cinema porno, reputandola dotata dello charme necessario per la recitazione, anche perché con i tempi che corrono l'unica prospettiva per la prostituzione sembra essere diventata il bordello. Vince chiede a Rudy come mai ha scelto proprio lui per la gestione dell'Hi-Hat, ricevendo come risposta di essere considerato l'unico degno di fiducia in un mondo popolato da gente disonesta. Seduta nel letto del bordello, Darlene riflette se non siano fondate le impressioni di Larry sulla necessità di traslocare nel cinema.

## Au Reservoir
- Titolo originale: Au Reservoir
- Diretto da: James Franco
- Scritto da: George Pelecanos, David Simon e Megan Abbott

### Trama
Alston ragguaglia Sandra sull'accordo stretto tra polizia e magnaccia per spostare la prostituzione dalle strade ai bordelli, rivelandole che i poliziotti vengono pagati per garantire protezione alle prostitute. I boss iniziano a temere che un'eventuale vittoria del democratico McGovern alle elezioni presidenziali possa mandare all'aria il nuovo sistema. Abby invita Vince a una festa in Connecticut, mentre nel suo bordello una prostituta ha un collasso per overdose. Frankie e Ashley sono invitati da Paul ad assistere alla proiezione di un film, il porno gay Ragazzi nella sabbia, il cui protagonista è il suo amico Todd. Frankie rivela a Ashley di non avere una casa. Peter McDonagh è il nuovo capo della polizia di Deuce e a Alston viene chiesto di accompagnarlo in un giro di perlustrazione del distretto. McDonagh preannuncia a Alston che nella polizia sta per avvenire un grande cambiamento del quale i poliziotti come lui, finora relegati ai margini, diventeranno protagonisti.
Eileen diventa sempre più importante sul set, spronando l'inesperta Lori a dare il meglio di sé e sistemando la scenografia per un'ottima riuscita del film. Il collasso della prostituta non è stato l'unico problema per Bobby nel bordello, essendosi succeduti il tentato furto ai danni di un cliente da parte di due ragazze e l'esaurimento nervoso di Bernice. Riconoscendo che è stato un errore portarla a New York, Darlene consiglia a Bernice di tornare a casa per salvarsi. Sempre più superflui da quando sono arrivati i bordelli, i magnaccia iniziano a trascorrere parecchio tempo a zonzo. Leon spara a Reggie che stava infastidendo una prostituta seduta a mangiare nella sua tavola calda, uccidendolo e chiamando con calma la polizia. Abby presenta Vince ai suoi genitori, ma il padre non sembra particolarmente colpito. Ashley confessa a Abby che il suo vero nome è Dorothy, dopodiché parte per andare in visita da sua sorella.

## Il mio nome è Ruby
- Titolo originale: My Name Is Ruby
- Diretto da: Michelle MacLaren
- Scritto da: George Pelecanos, David Simon e Chris Yakaitis

### Trama
Rudy mostra a Vince, Frankie e Bobby un edificio a tre piani in cui intende costruire un nuovo bordello. Tuttavia, Vince è sempre più convinto di non voler avere nulla a che fare con questo tipo di attività, così decide di chiamarsi fuori dal business di Rudy. A spingerlo in questa direzione c'è anche la volontà di andare a convivere con Abby, pur mantenendo una relazione aperta. Sandra scopre che la sua storia sulla corruzione nella polizia non sarà pubblicata, a meno che non riesca a trovare una fonte qualificata. McDonagh promette a Alston un posto da detective, ma per ottenerlo dovrà tenere la bocca chiusa mentre lui farà piazza pulita di tutte le mele marce dentro la polizia. Eileen va a trovare suo fratello gay in ospedale, dove il padre lo ha fatto ricoverare affinché sia sottoposto all'elettroshock. Abby e Paul portano musica dal vivo all'Hi-Hat. C.C. si interroga sul futuro, parlando con il vecchio mentore ed ex magnaccia Ace.
Vince picchia un uomo che ha abusato fisicamente della sua ex moglie Andrea. Una delle ragazze di Larry, Barbara, viene arrestata da agenti federali sotto copertura mentre cerca di acquistare droga per conto di Larry. Sandra vorrebbe che Alston fosse la sua fonte qualificata, ma il fidanzato non può esporsi perché altrimenti la promessa di McDonagh andrebbe in fumo. Alla fine il servizio di Sandra è niente meno che un ritratto sociale sulla vita delle prostitute, omettendo completamente la parte più succosa sulla corruzione nella polizia. Quando Harvey non può presentarsi al lavoro, Eileen assume il ruolo di regista. Più tardi, Eileen e Harvey vanno alla première sul tappeto rosso di Gola Profonda. Abby dice a Vince che Paul vuole aprire il suo bar gay nel Village. Ruby litiga con uno dei suoi clienti dopo che questi ha provato a riprendersi i suoi soldi, venendo spinta fuori dalla finestra.